# Планинарско спортски клуб Балкан
Планинарско спортски клуб „Балкан“ (ПСК „Балкан“) из Београда је добровољна, невладина, неполитична и непрофитна спортска организација, основана 2009. године ради организованог бављења планинарским и оријентиринг спортом. ПСК Балкан је члан Планинарског савеза Србије, Планинарског савеза Београда и Оријентиринг савеза Србије.
За кратко време ПСК Балкан је постао један од клубова са највећим бројем чланова у Србији. Клуб је познат по веома успешној промоцији планинарства међу децом школског узраста и врло активном раду секције Подмладак ПСК Балкан која окупља ученике београдских школа.
Клуб се јавности представио у септембру 2009. године организовањем масовне акције у Београду под називом Пешачењем до здравља, коју од тада организује традиционално сваке године у месецу септембру. Поред пешачења ПСК Балкан традиционално крајем децембра за тркаче организује Планинску трку на Кошутњаку. Клуб редовно учествује у организацији републичке акције Дан пешачења у Србији сваког септембра и том приликом грађане Београда води на пешачење Авалом.
ПСК Балкан је уз подршку Планинарског савеза Србије у јуну 2019. године организовао републичку акцију Дани планинара Србије на планинама Маљен и Субјел.
Иако млад клуб, ПСК Балкан иза себе има велики број успешно реализованих високогорских акција у земљи и иностранству, а као највеће успехе својих чланова бележи успоне на следеће врхове: Памир – врх Лењин 7134 m, Аконкагва 6962 m, Килиманџаро 5985 m, Дамаванд 5671 m, Елбрус 5642 m, Казбек 5047 m, Мон Блан 4810 m, Цумштајншпитце 4563 m, Сигналкупе 4554 m, Винсент пирамида 4215 m, Атлас 4187 m, Брајтхорн 4175 m, Балменхорн 4167 m, Гран Парадизо 4061 m, итд.
За своје успехе чланови ПСК Балкан су категорисани као врхунски спортисти националног разреда.
Признања:
- Најуспешнији клуб у високогорству у 2016. години
- Најуспешнији клуб у високогорству у 2017. години
- Најбољи клуб у Трекинг лиге Србије у 2017. години
- Други најуспешнији клуб у високогорству у 2018. години
- Трећепласирани клуб у Трекинг лиге Србије у 2018. години
- Најбољи клуб у Трекинг лиге Војводине у 2018. години
- Трећепласирани клуб у Трекинг лиге Србије у 2019. години
- Други најуспешнији клуб у Првенству Србије у планинском трчању ПСС у 2019. години

## Галерија
- Балканци на Казбеку
- На Проклетијама
- Балканци на Кавказу